# Летюча вітрова турбіна

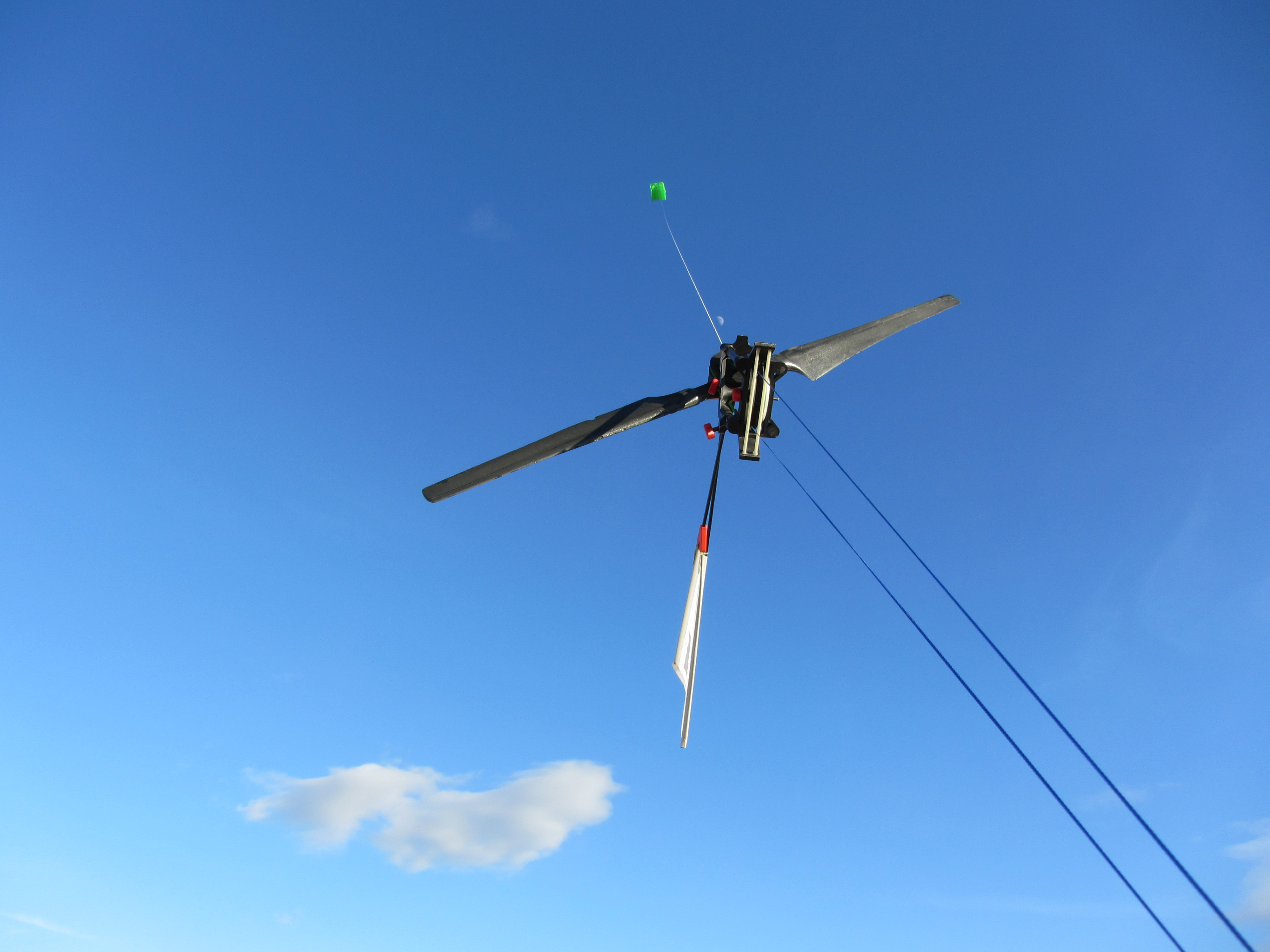
Летюча вітрова турбіна Kiwee One

Вітрогенератор повітряного базування

Летюча вітряна турбіна (англ. Airborne wind turbine) — концепція вітрової турбіни для генерації електроенергії з ротором, що постійно перебуває в повітрі без вежі (опори). Її переваги: 1) більша кількість механічних та аеродинамічних можливостей; 2) вища швидкість та стійкість вітру на великій висоті; 3) відсутність витрат на будівництво вежі; 4) відсутність потреби у контактних кільцях або в розворотному механізмові. Вперше таку ідею запропонував дослідник Мілс Лойд у своїй праці "Crosswind Kite Power" у 1980 році.

## Особливості
Електричний генератор може розташовуватися на землі або в повітрі. Серед викликів в експлуатації летючої вітрової турбіни такі: 
- безпечне призупинення і підтримання турбін на висоті сотні метрів в умовах сильних вітрів та штормів;
- передача зібраної та/або сформованої енергії на землю;
- перетинання турбін з авіацією.[4]

Браян Робертс, професор інженерії технологічного університету Сіднея запропонував вертольоподібний пристрій, який літає на висоті до 4600 метрів, і залишається там, тримаючись на горі за допомогою крил, які генерують підйомний вітер, і фіксується до певного якірного місця на землі за допомогою кабелю. За словами розробників, хоча частина енергії вітру буде "втрачена" на підтримання турбіни на висоті, постійні та потужні вітри дозволяють отримувати постійну електрику.

## Застосування
Починаючи з 2014 року, компанія Kitewinder, що розташована біля Бордо (Франція), працює над створенням першої комерційної летючної вітряної турбіни під назвою Kiwee One. Kiwee One — це летюча турбіна у вигляді ранця для пересувного використання з номінальною потужністю 100 Вт. Запуск турбіни Kiwee One здійснюється вручну, але виріб оснащений автоматичним механізмом виходу та фіксації турбіни в умовах як низьких так і високих вітрів.
Станом на 2015 рік у світі не було активної жодної комерційної летючої вітрової турбіни.
Компанія Altaeros Energies, що базується в Бостоні, використовує кожух повітряної кулі, наповнений гелієм, щоб підняти вітрову турбіну в повітря, передаючи результуючу потужність на базову станцію через ті самі кабелі, які використовуються для керування кожухом. 35-футовий прототип, що використовує стандартну вітряну турбіну Skystream 2,5 кВт і 3,7 м, був піднятий і випробуваний у 2012 році. Восени 2013 року Altaeros працював над своєю першою комерційною демонстрацією на Алясці .
Інша концепція, випущена в 2023 році, пропонувала наповнену гелієм повітряну кулю з прикріпленими вітрилами, які створюють тиск і обертають систему навколо горизонтальної осі. Кінетична енергія передається генератору на землі через мотузки, що рухаються по колу.